# Chasmodia venezolana
Chasmodia venezolana är en skalbaggsart som beskrevs av Ohaus 1898. Chasmodia venezolana ingår i släktet Chasmodia och familjen Rutelidae. Inga underarter finns listade i Catalogue of Life.